# Miles Burris
Miles James Burris (Orangevale, 27 giugno 1988) è un ex giocatore di football americano e attore statunitense che ha militato nel ruolo di linebacker per gli Oakland Raiders della National Football League (NFL). Fu scelto nel corso del quarto giro (129º assoluto) del draft NFL 2012 dai Raiders. Al college giocò a football alla San Diego State University.

## Carriera

### Oakland Raiders
Burris fu scelto nel corso del quarto giro del draft 2012 dagli Oakland Raiders. L'8 giugno firmò un contratto quadriennale per un totale di 2,4 milioni di dollari, inclusi 300.584$ di bonus alla firma. Debuttò come professionista il 10 settembre nella sconfitta contro i San Diego Chargers, guidando i Raiders con 9 tackle totali. Il 21 ottobre contro i Jacksonville Jaguars fece il suo primo sack in carriera. Il 23 dicembre contro i Carolina Panthers mise a segno il suo primo intercetto in carriera ai danni di Cam Newton. Chiuse la stagione da rookie giocando 16 partite di cui 15 da titolare, con 96 tackle, 1,5 sack e un intercetto. Prima dell'inizio della stagione successiva si sottopose ad un intervento di artroscopia al ginocchio. Il 27 luglio 2013 all'inizio del ritiro estivo, venne inserito nella lista attiva di chi stava recuperando lo stato di forma. Il mese successivo venne spostato nella stessa lista ma degli inattivi. Il 30 ottobre riprese ad allenarsi. Il 20 novembre venne reinserito in prima squadra. Chiuse la stagione giocando 6 partite con 4 tackle.

## Statistiche
| Partite totali      | 22  |
| Partite da titolare | 15  |
| Tackle totali       | 100 |
| Sack                | 1,5 |
| Intercetti          | 1   |
| Fumble forzati      | 0   |

Statistiche aggiornate al 4 febbraio 2014

## Doppiatori italiani
Nelle versioni in italiano delle opere in cui ha recitato, Miles Burris è stato doppiato da:
- Gabriele Pellicanò in Young Rock